# No i co, doktorku?
No i co, doktorku? (ang. What's Up, Doc?) – amerykańska komedia z 1972 roku w reżyserii Petera Bogdanovicha.